# 七溪岭瘰螈
七溪岭瘰螈（学名：Paramesotriton qixilingensis），一种分布于中华人民共和国江西省七溪岭自然保护区的两栖动物，隶属于蝾螈科瘰螈属。

## 形态特征
正模标本成年雌螈体长139.86毫米。头部较大，头长几乎等于头宽。背部为黑褐色，体侧呈深棕色。前肢基部背侧具有单个淡橙色斑点。腹部颜色比背部暗淡，具有不规则橙红色斑点。尾部腹面从泄殖腔至尾端具有一条鲜艳的橙红色条纹。